# Sphenomorphus muelleri
Sphenomorphus muelleri este o specie de șopârle din genul Sphenomorphus, familia Scincidae, descrisă de Schlegel 1837. Conform Catalogue of Life specia Sphenomorphus muelleri nu are subspecii cunoscute.